# Air Bee
Air Bee S.p.A. è stata una compagnia aerea italiana con sede a Roma, fondata nel 2007 in attività solo nel 2008. Con sentenza n. 37/2010, emessa dal Tribunale di Roma il 28 gennaio 2010, la compagnia è stata dichiarata fallita.

## Storia
Fondata a Brescia nel 2007, operò negli aeroporti di Bari-Palese, Berlino-Tegel, Brescia-Montichiari, Crotone-Sant'Anna, Milano-Linate, Napoli-Capodichino, Praga-Ruzyně, Roma-Fiumicino, Trapani-Birgi, Venezia-Tessera. I primi voli furono effettuati il giorno 4 febbraio 2008. Erano anche previsti voli stagionali verso l'aeroporto di Olbia-Costa Smeralda.
A partire dall'agosto 2008, la società entrò in crisi finanziaria. Il 10 settembre furono sospesi i voli per un intervallo di tre settimane. In seguito la sospensione fu prorogata più volte, senza che mai l'attività fosse ripristinata. Il 15 dicembre l'assemblea societaria deliberò lo stato di liquidazione.

## Flotta
La flotta di Air Bee era composta da quattro aeromobili McDonnell Douglas MD-82 da 164 posti in classe unica. Gli aeromobili non risultavano di proprietà ma bensì noleggiati da ItAli Airlines:
| Aeromobile              | Totale | Codici di registrazione        | Note |
| ----------------------- | ------ | ------------------------------ | ---- |
| McDonnell Douglas MD-82 | 4      | I-DAVA, I-DAVB, I-DAWW, I-DAWZ |      |